# Syðrugøta
Syðrugøta est un village d’Eysturoy la deuxième plus grande île de l'archipel des îles Féroé.

## Démographie
En 2019 sa population était de 461 habitants.